# Сулейман Хилми Тунахан
Сулейман Хилми Тунахан (тур. Süleyman Hilmi Tunahan; 1888, Ферхатлар, Силистра, Болгария — 16 сентября 1959, Стамбул, Турция) — турецкий религиозный деятель и улем, шейх Накшбандия-Муджаддидия.

## Семья
Он родился в 1888 году в образованной семье в деревне Ферхатлар (ныне Делчево Разградской области), Болгария) эялета Силистра Османской империи.
Его отец Осман Феузи (1845—1928) был известным мударрисом, получившим высшее религиозное образование в Стамбуле. Много лет он работал учителем в Силистре.
Осман-эфенди ещё в студенческие годы, проведённые в Стамбуле, увидел один удивительный сон. В нём от его тела отделилась какая-то частица, поднялась высоко в небо и осветила весь мир. Осман-эфенди истолковал его так, что из его потомства появится некто, чьё духовное сияние озарит весь мир.
После возвращения в Силистру, Осман-эфенди женится. Вскоре появляются на свет дети: Фахим, Сулейман Хилми, Ибрагим и Халиль. Со временем Осман-эфенди заметил, что из четырёх сыновей именно Сулейман Хилми своим благородным характером и покладистым нравом более всех соответствовал образу, увиденному им во сне. Его воспитанию отец уделил особое внимание.
Его дед Махмут, известный как Каймак Хафиз, был кари, который выучил Коран наизусть. Эта семья называется «Ходжазаде» («семья учителей»), потому что их предки были великими учеными. Генеалогия Сулеймана Хилми Тунахана начинается с человека по имени Идрис, потомка пророка. Османский султан Мехмет Фатих II выдал свою сестру замуж за человека по имени Идрис, потомка пророка. Он был назначен ханом в Подунавье. Вот почему Сулейман Хилми принял имя «Тунахан» в качестве фамилия.

## Образование
При поддержке отца Сулейман Хильми Тунахан идёт по пути предков и получает высшее образование в ведущих учебных заведениях того времени:
- 1898\9—1902 — Рушдия мектеб (Силистра)
- 1902—1907 — Медресе Сатырлы (Силистра)
- 1907—1913 — Медресе Сахн саман (Стамбул)
- 1914—1916 — Медресе Дар уль-хилафт иль-алия (Стамбул)
- 1916—1919 — Медресе мутахассин (Стамбул)
- 1919—1923 — Медресе Кузат (юридический факультет) (Стамбул).

Сулейман Хилми Тунахан более десяти лет преподавал арабский язык, фикх, вероисповедание, тафсир, хадисы и т.д. в стамбульских медресе.
Сулейман Хилми Тунахан, успешно закончив Высшее исламское медресе и защитив диссертацию в 1919 году, уже в 1920 году приступил к работе преподавателя исламских наук высшей категории. В 1922 году он впервые был назначен на должность преподавателя турецкого языка студентам первого курса факультета светских наук в одном из высших исламских образовательных университетов Османского государства «Дар уль-Хиляфат иль-алия». Затем, в 1923 году ему будет поручено обучение арабскому языку (морфологии), но в дальнейшем он вновь будет переведён на должность преподавателя турецкого.

## Направление суфизма
Сулейман Хилми Тунахан завершил свое исламоведение в известных медресе города Стамбула по ханафитской школе. Кроме того, во время своего ученичества он изучил основы Накшбандийского тариката и получил «Иджазат» от шейха Салахуддина ибн Маулана Сираджуддина (к.с.) Муджаддийской ветви Накшбандийского тариката.
Предки Салахуддина ибн Мауланы Сираджуддина учились у известного суфийского святого Махдума Азама в Средней Азии. Салахуддин ибн Сираджуддин, признавший Ахмеда Ясави своим духовным учителем, был потомком известного суфийского поэта Хувайды и получил разрешение от шейха Мухаммада Мазхара ордена Накшбанди, жившего в Медине Мунаввара. Салахуддин ибн Маулана Сираджуддин оказал большое влияние на религиозное мировоззрение Сулеймана Хильми Тунахана. В своей более поздней жизни Сулейман Хильми Тунахан преподавал своим ученикам религиозные знания в дополнение к знаниям, которые он приобрел в медресе, а также принципам ордена Накшбанди.
Силсила:
1. Абу Бакр Сыддик (р.а.)
2. Салман Фариси (р.а.)
3. Хафид Сыддик Акбар Касым бин Мухаммед (к.с.)
4. Имам Джа’фар Садик (к.с.)
5. Абу Язид Тайфур Бастами (к.с.)
6. Шейх Абуль Хасан Харкани (к.с.)
7. Шейх Мухаммед Фармеди (к.с.)
8. Шейх Юсуф Хамадани (к.с.)
9. Хаджа Абдуль Халик Гуждувани (к.с.)
10. Хаджа ’Ариф Ривгери (к.с.)
11. Хаджа Махмуд Инжир Фагнави (к.с.)
12. Хаджа Али Рамитини (к.с.)
13. Хаджа Мухаммед Баба Самаси (к.с.)
14. Хаджа Сеййид Амир Кулал (к.с.)
15. Хаджа Мухаммед Бахауддин Накшибанди (к.с.)
16. Хаджа Аляуддин Аттар (к.с.)
17. Хаджа Якуб Чархи (к.с.)
18. Хаджа Убейдуллах Ахрар (к.с.)
19. Хаджа Мухаммед Захид Бедахши (к.с.)
20. Хаджа Дервиш Мехмед (к.с.)
21. Маулана Мухаммед Хаджаги Эмкенги (к.с.)
22. Хаджа Мухаммед Баки Биллах (к.с.)
23. Имам Раббани Ахмед Фарук Сирхинди (к.с.)
24. Шейх Мухаммед Ма’сум (к.с.)
25. Шейх Сайфуддин ’Ариф (к.с.)
26. Шейх Мухаммед Нур Бедвани (к.с.)
27. Шейх Шамсуддин Хабибуллах (к.с.)
28. Шейх Абдуллах Дехлеви (к.с.)
29. Шейх Хафиз Абу Саид Сахиб (к.с.)
30. Шейх Хабибуллах Джан Джанан (к.с.)
31. Шейх Мухаммед Мазхар Ишан Джан Джанан (к.с.)
32. Шейх Салахуддин ибн Маулана Сираджуддин (к.с.)
33. Шейх Абуль Фарук Сулейман Хильми Силистрави (к.с.)

## Религиозные знания
Сулейман Хилми получил религиозное образование на основе мазхаба ханафи-матуридов. В суфизме он следовал ветви Накшбандийя-Муджаддидия. Поэтому он поставил вероучение ахл сунна валь-джамат превыше всего остального. Он всегда проповедовал людям принципы вероучение ахл сунна валь-джамаат и пропагандировал необходимость её чтить.
Он выступал против таких течений, как ваххабизм, не признающих мазхабов.
Сулейман Хилми Тунахан, в свою очередь, уделил внимание религиозным и социальным вопросам и предложил решения. В мечетях и в пятничных намазах он неоднократно напоминал, что его предки веками состояли в мазхаб ахл сунна валь-джамат и что его и его учеников священный долг — сохранить это вероучение в чистом виде и передать его по наследству будущие поколения. Сулейман Хилми Тунахан, хорошо разбиравшийся в методах преподавания религиозных знаний, отправлял своих учеников в разные города Турции для религиозного служения.
На уроках он доступным языком объяснял своим ученикам основы суфизма. Его ученики интересовались историей. Сулейман Хилми Тунахан способствовал воспитанию в них уважения к старшим и учёным, к обучению. Самое главное – неустанно трудиться на пути религии ради Аллаха, и он был примером того, что говорил.

## На пути религии
Сулейман Хилми Тунахан посвятил свою жизнь тому, чтобы обеспечить правильное религиозное образование молодежи. Он стремился не только дать религиозное образование, но и воспитать «инсан камиль» — «совершенного человека» в тасаввуфе. Это было его главной целью и идеалом. Вне зависимости от ситуации, он обучал подрастающее поколение религиозным и национальным ценностям только ради Аллаха, и наставлял своих учеников продолжать это служение.
После распада Османской империи и образования Турецкой Республики в 1923 году в стране произошёл ряд изменений, которые, в частности коснулись религиозной политики. На основании «Закона об объединении системы образования» 1924 года медресе постепенно закрываются. А медресе, где служил Сулейман Хилми Тунахан, будут преобразованы в школы «имам хатыб». Однако Сулейман Хилми пришёл к выводу, что такая система не сможет должным образом обеспечить религиозное образование, и добровольно ушёл со своего поста.
В то время Сулейман Хилми Тунахан работал секретарем «Ассоциации мударрисов». На одном из собраний члены ассоциации призвали около 500 учителей, ставших впоследствии имамами, продолжить дело преподавания религиозных знаний. После этой встречи вместе с несколькими учителями, которые его поддержали, он отправил письмо в официальные места и сказал им, что они могут преподавать религиозные знания бесплатно. Однако это предложение не принимается. Вскоре ассоциация будет закрыта. После этого, до конца своей жизни, Сулейман Хилми Тунахан добровольно воспитывал учеников, открывал медресе в разных местах, начал учить народ религиозному просвещению.

## Особенности религиозного образования
Сулейман Хилми Тунахан преподавал своим ученикам Коран. Затем по арабской грамматике: «Амсиле», «Бина», «Максуд» (морфология), «Ауамиль», «Изхар», «Кафия», «Молла Джами» (синтаксис), по науке веры: «Матин Акаид» (Омар Насафи), «Амали касыда», «Шарх уль-Акаид» (Тафтазани) и по ханафитской юриспруденции: «Нур ул-изах», «Кудури», «Дурар уль-хуккам». Кроме того, он преподавал важные исламские предметы, такие как тафсир, хадисы, логика и литература.
Сулейман Хилми Тунахан использовал другой подход в преподавании религиозного образования своим ученикам. Он давал своим студентам возможность самостоятельно докапываться до сути проблемы, а не просто запоминать уроки. Такой подход, помимо того, что был очень полезен для учеников, позволял в короткие сроки добиться высоких результатов.
Сулейман Хилми Тунахан, перебирая книги для преподавания религиозных знаний, выбрал основную литературу, которую веками читали в медресе. Он не пользовался переведёнными книгами. Таким образом, он разработал метод изучения исламской науки из её истоков. Вместо того, чтобы писать новую книгу, он предпочёл использовать труды учёных, которыми пользовались веками. Такой подход служил связующим звеном между новым поколением и прошлой историей. Благодаря этому методу он за 3—4 года обучал своих желающих учеников тем знаниям, которым обучали в медресе 10—15 лет.
Особенности на пути религиозного образования:
- Научить читать Коран в короткие сроки.
- Различать литературу, используемую в религиозном образовании, преподавать основные и важные вопросы, не останавливаться на противоречивых и дополнительных вопросах, встречающихся в книгах.
- Подборка классических религиозных учебников, преподаваемых в медресе Средней Азии и Турции.

## Смерть
Сулейман Хильми Тунахан умер 16 сентября 1959 года в возрасте 71 года. Он был похоронен на кладбище Караджахмет в Стамбуле. Его могилу регулярно посещают ученики и преданные.